# Jingisukan

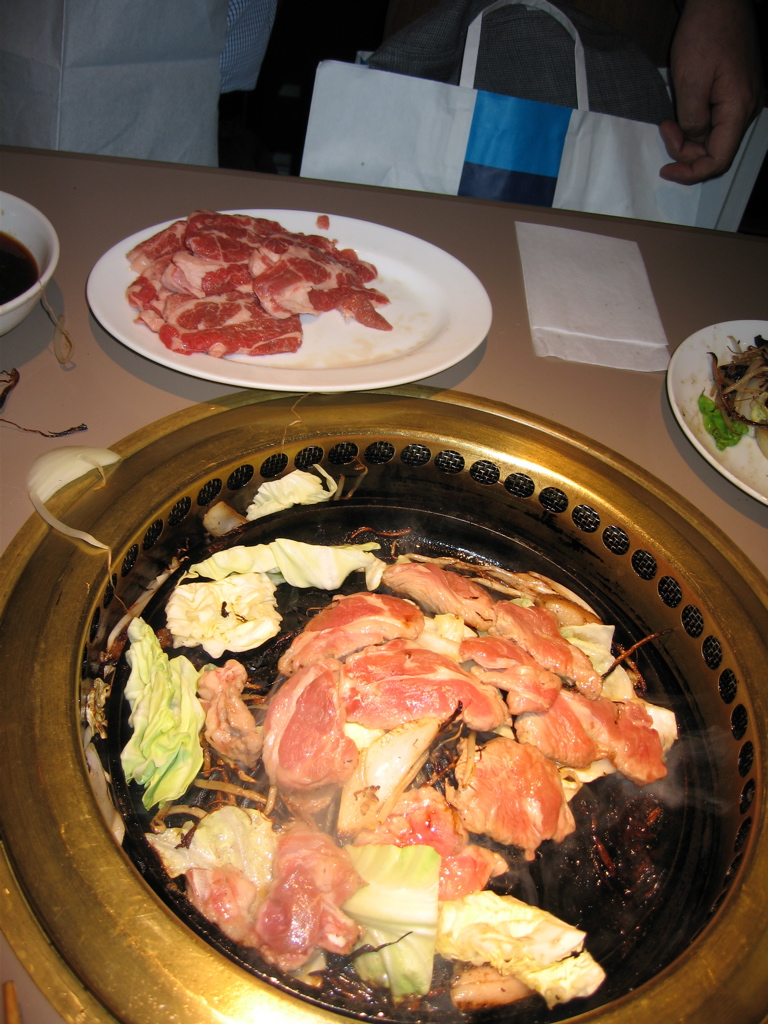
Jingisukan.

Jingisukan (ジンギスカン phiên âm tiếng Nhật của "Thành Cát Tư Hãn") là món thịt cừu nướng của Nhật Bản được phục vụ trong chảo rán hoặc bếp nướng dạng lõm. Món ăn này thường được nấu kèm giá đỗ, hành tây, nấm và ớt chuông, và thường được thưởng thức với nước sốt làm từ đậu nành hoặc sake. Món này thường được phổ biến tại Trung Quốc và vùng đảo phía bắc của Hokkaidō. 

## Lịch sử
Từ "Jingisukan" bắt nguồn từ phiên âm tiếng Nhật của Thành Cát Tư Hãn. Trong ẩm thực Nhật Bản, thuật ngữ này dùng để đề cập đến món thịt cừu nướng, cũng được gọi là một loại yakiniku. Món ăn này được sinh ra ở Hokkaidō; nơi đây từng là món ăn phổ biến của giới công nhân và chỉ mới nổi tiếng trên toàn Nhật Bản trong thời gian gần đây. Cái tên "Jingisukan" được phát minh bởi Tokuzo Komai, một người Nhật sinh ra ở Sapporo. Cái tên này lấy cảm hứng từ món thịt cừu nướng của ẩm thực Đông Bắc Trung Quốc . Lần đầu tiên món ăn này được đề cập đến là trong một ấn phẩm xuất bản vào năm 1931.  
Năm 1918, theo kế hoạch của chính phủ Nhật Bản nhằm gia tăng số lượng đàn cừu lên đến một triệu, năm trang trại nuôi cừu đã được thành lập tại Nhật Bản. Tuy nhiên, tất cả chúng đều đã bị phá bỏ, ngoại trừ những trang trại ở Hokkaido (Takikawa và Tsukisamu).  Chính vì thế, người dân Hokkaido đã bắt đầu dùng thịt những con cừu - vốn được nuôi để lấy len sợi - để chế biến thức ăn .
Nguồn gốc của món ăn vẫn còn là ẩn số; những địa điểm được cho là nơi nguồn gốc món ăn này bao gồm Tokyo, Zaō Onsen và Tōno .  Nhà hàng chuyên chế biến Jingisukan đầu tiên có tên là Jingisu-sō (成吉思荘)  được khai trương tại Tokyo vào năm 1936. 

## Thư viện hình ảnh

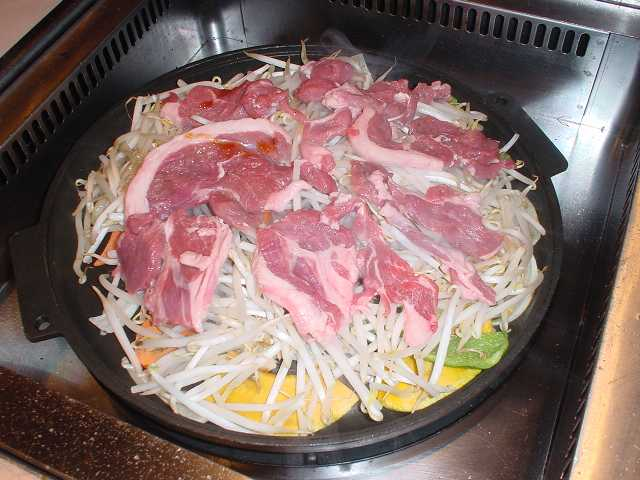
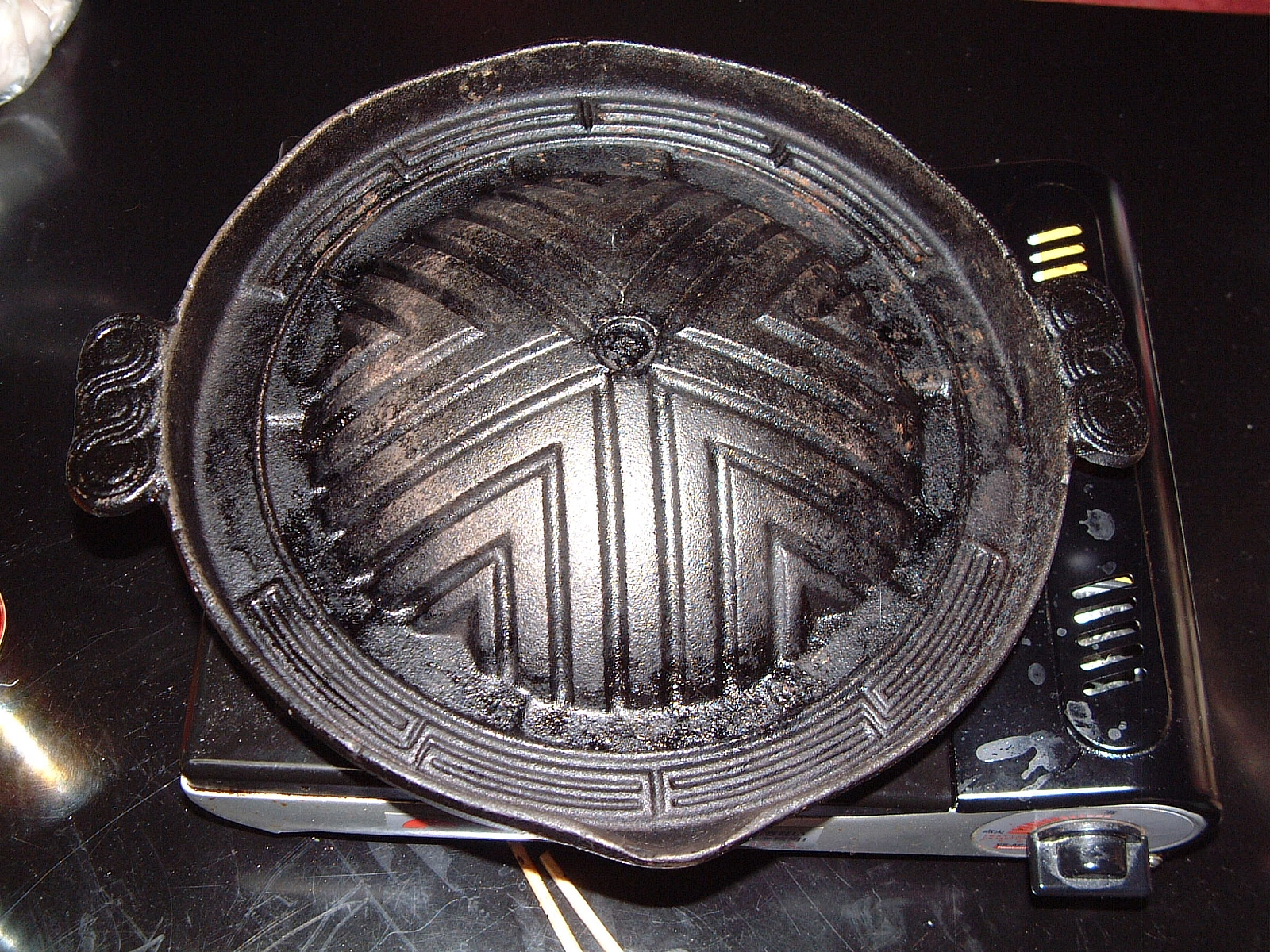
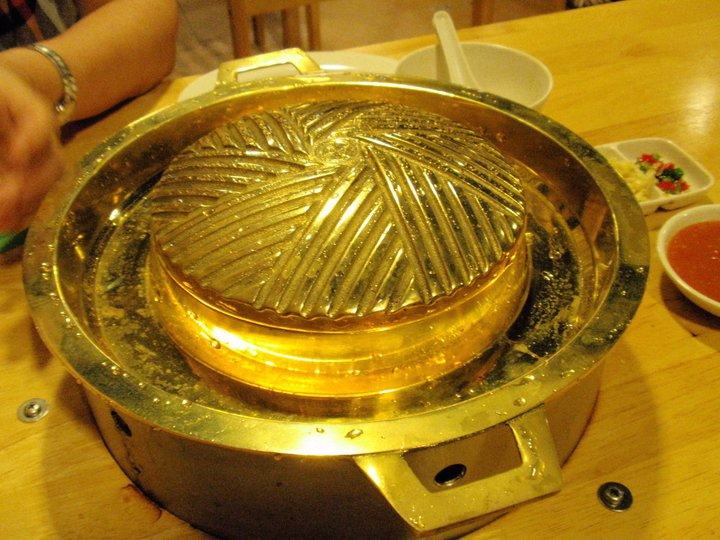
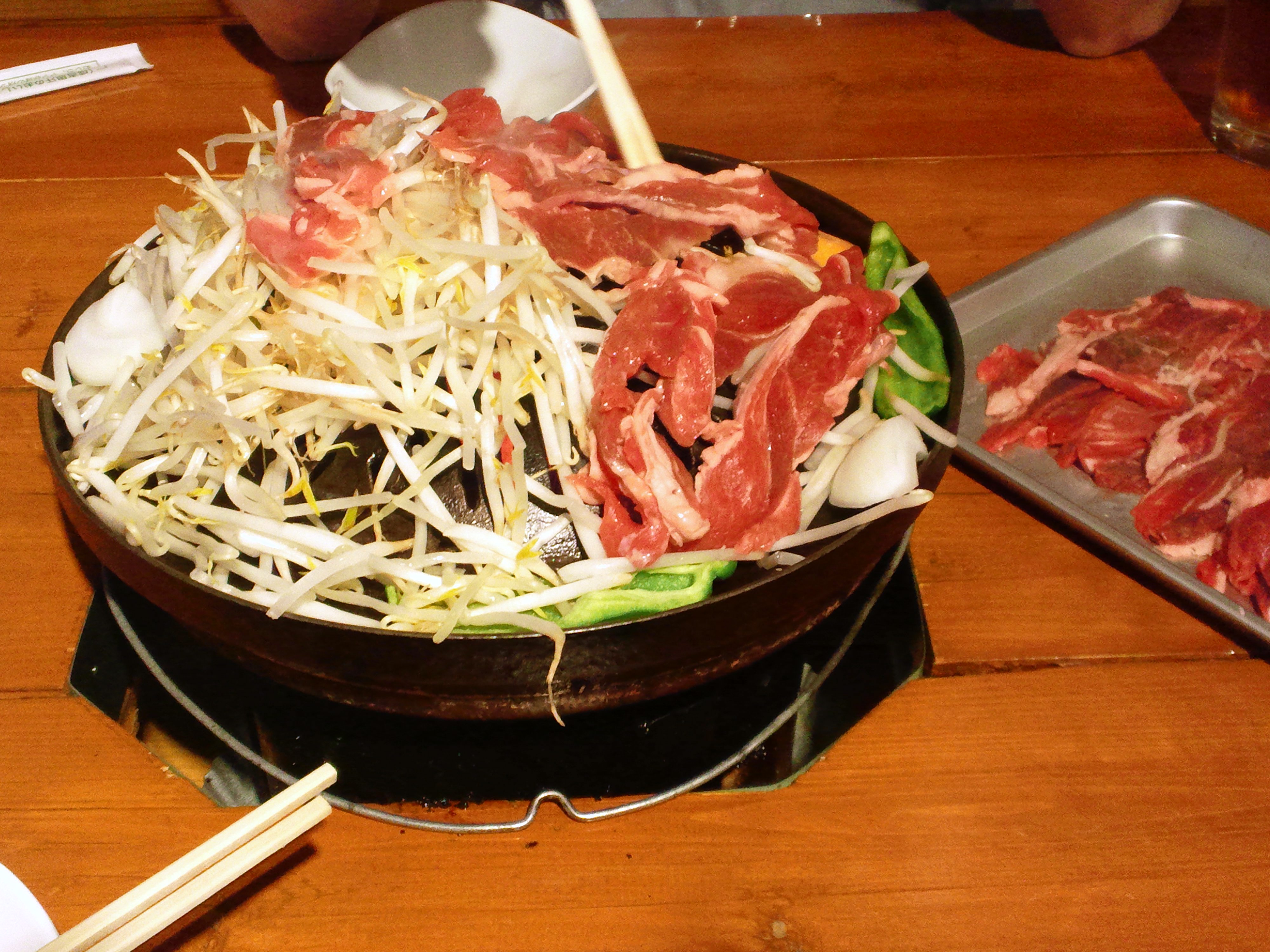